# Muxtariyyət
Muxtariyyət è un comune dell'Azerbaigian situato nel distretto di Şəmkir.